# جون غرينوود
جون غرينوود (10 مارس 1851 - 31 أغسطس 1935) (بالإنجليزية: John Greenwood)‏ هو لاعب كريكت بريطاني وبريطاني (وحمل سابقاً جنسية المملكة المتحدة لبريطانيا العظمى وأيرلندا).